# Marc Porel
Marc Porel, właściwie Marc Michel Marrier de Lagatinerie (ur. 3 stycznia 1949 w Lozannie, zm. 15 sierpnia 1983 w Casablance) – szwajcarsko-francuski aktor filmowy. Jego kariera trwała szesnaście lat, udało się wystąpić niemal w czterdziestu filmach, z których ponad połowa był realizowana we Włoszech.

## Życiorys

### Wczesne lata
Urodził się w Lozannie w Szwajcarii w rodzinie pary aktorów Gérarda Landry (1912-1999) i Jacqueline Porel (1918-2012). Jego rodzice pobrali się dwa lata po jego urodzeniu.

### Kariera
Dostrzeżony przez Jean-Claude’a Brialy, zadebiutował na ekranie w wieku osiemnastu lat w roli Jeana w dramacie Costy-Gavrasa O jednego za wiele (Un homme de trop, 1967) z Michelem Piccoli. Wkrótce potem wystąpił w dramacie policyjnym Henriego Verneuila Klan Sycylijczyków (Le clan des Siciliens, 1969) u boku Jeana Gabina i Alaina Delona. Po występie w filmie Koń (La horse, 1970), zagrał nieletniego delikwenta, który jest oskarżony o morderstwo w dramacie kryminalnym Édouarda Molinaro Najsłodsze wyznania (Les aveux les plus doux, 1971).
We wczesnych latach 70. wolał grać za granicą, głównie we Włoszech, ale także w Niemczech, m.in. w filmie Luchino Viscontiego Ludwig (1972) z Helmutem Bergerem, Żołnierz fortuny (Il soldato di ventura, 1976) z Budem Spencerem, filmie giallo Lucio Fulciego Sette note in nero (1977) z Jennifer O’Neill i Gianni Garko, dramacie Eriprando Viscontiego Una spirale di nebbia (1977) z Claude Jade czy komedii Mario Monicelliego Markiz Grillo (Il marchese del Grillo, 1981) z Alberto Sordim.
Zmarł 15 sierpnia 1983 w Casablance w Maroku w wieku 34. lat. Według oficjalnego oświadczenia przyczyną śmierci było zapalenie opon mózgowo-rdzeniowych. Miał dwie córki: Bérangére (1968-1991; zmarła w młodym wieku dwudziestu trzech lat i jest jedną z tych, którzy leżą pochowani razem z nim w grobie rodzinnym na cmentarzu Passy) ze związku z Bénédicte Lacoste i Camille (ur. 1980) z Barbarą Magnolfi.

## Filmografia
- 1967: O jednego za wiele (Un homme de trop) jako Octave
- 1969: Klan Sycylijczyków (Le clan des Siciliens) jako Sergio Manalese
- 1970: Narkotyk (La horse) jako Henri, wnuk Auguste
- 1970: La route de Salina jako Rocky
- 1971: Najsłodsze wyznania (Les aveux les plus doux) jako Jean Dubreuil
- 1971: Un peu de soleil dans l'eau froide jako Gilles Lantier
- 1972: Nie torturuj kaczuszki (Non si sevizia un paperino) jako Don Alberto Avallone
- 1972: Ludwig jako Richard Hornig
- 1973: Tony Arzenta jako Domenico Maggio
- 1975: Colpo in canna jako Manuel
- 1976: Niewinne (L'innocente) jako Filippo d'Arborio
- 1976: Żołnierz fortuny (Il soldato di ventura)
- 1977: Spirale di nebbia jako Fabrizio
- 1977: Sette note in nero jako Luca Fattori
- 1978: Milano... difendersi o morire jako Pino Scalise
- 1981: Markiz Grillo (Il marchese del Grillo)